# Massalavés
Massalavés település Spanyolországban, Valencia tartományban. Massalavés Alberic, Alzira, L’Alcúdia, Benimodo és Guadassuar községekkel határos. Lakosainak száma 1811 fő (2024).

## Népesség
A település népessége az utóbbi években az alábbiak szerint változott:
| Lakosok száma | 1490 | 1535 | 1652 | 1665 | 1640 | 1617 | 1596 | 1596 | 1696 | 1811 |
|               | 2001 | 2004 | 2007 | 2009 | 2012 | 2014 | 2017 | 2019 | 2022 | 2024 |